# Стаменкович, Милош
Милош Стаменкович  (серб. Милош Стаменковић; род. 1 июня 1990, Белград) — сербский футболист, защитник.

## Биография
В Сербии выступал за клубы «Пролетер» из города Нови-Сад, а также белградские «Младеновац» и «Борча» — все из сербской Первой лиги.
Летом 2013 года стал игроком армянского «Арарата» из Еревана.
В следующем сезоне перешёл в «Ширак» из Гюмри (Ленинакан). С этим клубом стал вице-чемпионом Армении.
В июне 2016 года подписал контракт с каменской «Сталью», которая выступает в Премьер-лиге Украины. Контракт был подписан по схеме «2+1».
В июне 2017 года подписал контракт с павлодарским «Иртышом», а ровно через год женился.
Покинул клуб «Младост» по состоянию на 4 сентября 2023 года и является свободным агентом. Информация о причинах ухода или условиях разрыва контракта в настоящее время отсутствует в открытых источниках.

## Достижения
- Серебряный призёр чемпионата Армении: 2015/16